# Philip Emeagwali
Philip Emeagwali (né en 1954) est un informaticien et mathématicien nigerian. Il reçoit le prix Gordon Bell (en) en 1989 pour le rapport qualité-prix dans les applications de calcul haute performance, dan un calcul de modélisation de réservoir de pétrole utilisant une nouvelle formulation et mise en œuvre mathématiques. Il est connu pour ses déclarations controversées sur ses réalisations qui sont contestées par la communauté scientifique.

## Biographie
Philip Emeagwali est né à Akure, au Nigéria, le 23 août 1954. Il grandit à Onitsha, dans le sud-est du Nigeria. Ses premières études sont suspendues en 1967 à la suite de la guerre civile nigériane. À 13 ans, il travaille dans l’armée du Biafra. Après la guerre, il obtient l'équivalence d'études secondaires en autodidacte.
Plus tard, il épouse la microbiologiste afro-américaine Dale Brown Emeagwali.

## Formation
Il se rend aux États-Unis pour étudier grâce à une bourse après avoir terminé ses cours à l'université de Londres. Il obtient un bachelor en mathématiques de l'université d'État de l'Oregon en 1977. Il déménage ensuite à Washington DC, où il obtient en 1986 une maîtrise de l'université George-Washington en génie océanique et maritime, ainsi qu'une deuxième maîtrise en mathématiques appliquées de l'université du Maryland. Le magazine Next (en) suggère qu'Emeagwali prétend avoir des diplômes supplémentaires,. Pendant cette période, il travaille comme ingénieur civil au Bureau of Land Reclamation du Wyoming.

### Procès judiciaire et refus de diplôme
Emeagwali étudie pour un diplôme de doctorat à l'université du Michigan de 1987 à 1991. Sa thèse n'est pas acceptée par un comité d'examinateurs internes et externes et il n'obtient donc pas le diplôme. Emeagwali dépose un recours judiciaire, affirmant que la décision constitue une violation de ses droits civils et que l'université a fait preuve de discrimination à son égard de plusieurs manières en raison de sa race. La contestation judiciaire est rejetée, tout comme l'appel devant la Cour d'appel de l'État du Michigan,,.

## Supercalcul
Emeagwali reçoit le prix Gordon Bell en 1989, pour une application de l'ordinateur massivement parallèle CM-2 (en). L'application utilise la mécanique des fluides computationnelle pour la modélisation des réservoirs de pétrole. Il reçoit un prix dans la catégorie « prix/performance », avec une performance d'environ 400 Mflops /$1M. Le gagnant de la catégorie « performance » est également le gagnant de la catégorie Prix/performance, mais n'a pas pu recevoir deux prix : Mobil Research et Thinking Machines ont utilisé le CM-2 pour le traitement des données sismiques et ont obtenu le ratio le plus élevé de 500 Mflops/1 M$. Les juges ont attribué un prix par candidature. Sa méthode implique que chaque microprocesseur communique avec six voisins.
La simulation d'Emeagwali est le premier programme à appliquer une approche pseudo-temporelle à la modélisation des réservoirs. Il est cité par Bill Clinton comme exemple de ce que les Nigérians peuvent réaliser lorsqu'on leur en donne l'opportunité et il est fréquemment présenté dans des articles de presse populaires à l'occasion du Mois de l'histoire des Noirs ,.

## Affirmations controversées démystifiées
Emeagwali fait plusieurs affirmations controversées sur ses réalisations qui sont contestées par la communauté scientifique. Ses prétentions d'être le père de l'Internet, d'avoir inventé la machine de connexion, de posséder 41 inventions brevetées, d'avoir remporté « le prix Nobel d'informatique » et d'être « docteur » et/ou « professeur » ont été définitivement réfutées par des preuves largement documentées. S'exprimant lors d'une visite en Suisse en avril 2009, M. Emeagwali déclare qu'il a été le premier à programmer un hypercube "pour résoudre un grand défi défini comme les 20 problèmes de l'anneau d'or en informatique. Cette découverte a, en partie, inspiré la réinvention des supercalculateurs" comme un Internet." Il affirme que grâce à ses efforts, il a pu établir trois records du monde et améliorer la deuxième loi du mouvement de Newton .

## Distinctions
Il est lauréat du Prix/performance du prix Gordon Bell (en) 1989, IEEE (prix de 1 000 $).
Emeagwali a été classé 35e plus grand Africain de tous les temps dans un sondage du magazine New African.

## Publications (sélection)
- Emeagwali, P. (2003). How do we reverse the brain drain discours prononcé[21].
- Emeagwali, P. (1997). Can Nigeria leapfrog into the information age ? Au Congrès mondial des Igbo. New York : août.
- Emeagwali, Philip. Entretien: "Comment la fuite des capitaux affecte-t-elle l'Africain moyen?"